# Hôpital Roi Juan-Carlos
L’hôpital Roi Juan-Carlos (en espagnol : Hospital Universitario Rey Juan Carlos) est un hôpital public situé à Móstoles, dans la communauté de Madrid. Il dépend du Service madrilène de santé (SERMAS).
Inauguré le 21 mars 2012 par le roi d'Espagne Juan Carlos Ier et la reine consort Sophie, il fait partie d'un programme de trois hôpitaux lancés en 2008 et construits en partenariat public-privé, l'ensemble de la gestion — y compris médicale — étant confiée à l'entreprise délégataire.